# Chant Mozarabe. Cathédrale de Tolède
Chant Mozarabe. Cathédrale de Tolède (XVe siècle) es un álbum de música medieval grabado y publicado en el año 1994 por el Ensemble Organum, bajo la dirección de Marcel Pérès. 
La grabación reconstruye las partes más significativas de la misa en la Liturgia mozárabe, según la restauración del rito llevada a cabo a finales del siglo XV por el Cardenal Cisneros, arzobispo de Toledo, en la Capilla Mozárabe de la Catedral de Toledo (también llamada del Corpus Christi). 
Hasta la restauración de Cisneros, la Liturgia mozárabe solo se conservó en algunas parroquias de Toledo y en la Basílica de San Isidoro de León. Sin embargo, cada parroquia celebraba la misa y los oficios de manera diferente y la tradición oral que sustentaba el canto se iba perdiendo. Por ello, el Cardenal Cisneros creó, en 1495, la Capilla Mozárabe para que se conservase la antigua liturgia y encomendó al canónigo Alonso Ortiz la tarea de la recopilación. A partir de los antiguos códices mozárabes, se reconstruyeron de manera aproximada los textos litúrgicos que culminarían en la impresión de un nuevo misal (1500) y de un breviario (1502). Sin embargo, lo mismo no pudo ser hecho con el canto (canto mozárabe), ya que se encontraba en una notación neumática in campo aperto que hace casi imposible su transcripción. Por tanto, las melodías restauradas por el cardenal Cisneros provienen de los cantos conservados por vía oral, posiblemente con grandes modificaciones respecto de los originales, y otras, probablemente, fueron compuestas de nuevo o adaptadas de cantos ya existentes. Muchas de estas melodías siguen el estilo existente a finales del siglo XV y, cuando se las compara con las que se infiere de los neumas de los códices conservados del siglo XI, resultan ser diferentes. Por el contrario, otras melodías, especialmente los recitativos, muestran una forma más arcaica que esta más cerca de las antiguas tradiciones.
La presente grabación recoge algunas de estas melodías reconstruidas a finales del siglo XV procedentes de los llamados Cantorales de Cisneros, que son tres libros de facistol o grandes cantorales conservados en la Capilla Mozárabe, dos con piezas para la Misa y el tercero con piezas para el Oficio de Vísperas. Están escritos en la notación mensural típica de finales del siglo XV y son perfectamente legibles en cuanto al ritmo y la melodía. Estos cantorales recogen solo las piezas para ser cantadas por el coro de capellanes. Las piezas para ser cantadas por el sacerdote y el diácono se han tomado del misal publicado por Cisneros en el año 1500 ("Missale mixtum secundum regulam beati Isidori, dictum Mozarabes").

## Pistas
LITURGIA DE LA MISA
Liturgia de la palabra
1. "Per gloriam nominis tui" (Invocación sacerdotal de introducción) - 2'11
2. "Alleluia, artus conclusus" (Officium) - 5'30
3. "Gloria in excelsis Deo" - 2'46
4. "Benedictus es" (Hymnus)  - 7'24
5. "Beatus vir" (Psallendum) - 3'21
6. "Evangelium" (Evangelio según san Mateo 24, 27-35 - 9'07
7. "Alleluia exultabit justus" (Lauda) - 3'06
8. "Penitentes orate" (Preces) - 4'06
9. "Vox clamantis" (Sacrificium) - 4'41
Liturgia de la Eucaristía
Diálogo entre el sacerdote y el coro
10. "Gratias Dei Patris" - 1'20
11. "Pacem meam do vobis" - 1'50
12. "Introibo ad altare Dei" - 2'37
13. "Prefatio" - 4'26
14. "Sanctus" - 1'07
15. "Qui venit ad me non esuriet" (Ad confractionem panis) - 2'34
16. "Humilitate vos ad benedictionem" - 0'46
17. "Gustate et videte" (Ad accedentes) - 2'24
18. "Vicit leo de tribu Juda" (Diacre) - 0'51
19. "Speravit" (Lauda) - 4'19

Estas piezas provienen de los siguientes manuscritos:
- "Toledo, Capilla Mozárabe de la Catedral de Toledo, Cantorales de Cisneros" (siglos XV-XVI):
  - Manuscrito A: 8 (f. 35-36v)
  - Manuscrito B: 2 (f. 108), 5 (f. 12), 7 (f. 113), 9 (f. 63), 10 (f. 5), 11 (f. 5), 12 (f. 5), 13 (f. 5), 14 (f. 116), 15 (f. 116), 17 (f. 9v)
  - Manuscrito C: 19 (f. 1)
- "Toledo, Capilla Mozárabe de la Catedral de Toledo, Missale mixtum secundum regulam beati Isidori, dictum Mozarabes" (1500): 1, 4, 10, 11, 12, 13, 16, 18
- "Barcelona, Orfeó Catalá, ms. 5" (siglos XIII-XIV): 6

## Intérpretes
- Marcel Pérès (director)
- Lycourgos Angelopoulos
- Malcolm Bothwell
- Jérôme Casalonga
- Jean-Pierre Lanfranchi
- Jean-Étienne Langiani
- Frédéric Richard

## Información adicional
- Referencia: Harmonia mundi HMC 901519
- Ingeniero de sonido: Jean-Martial Golaz